# Journey
Journey – amerykański zespół rockowy utworzony w 1973 w San Francisco w Kalifornii.
Grupa przechodziła różne koleje losu do czasu wchłonięcia członków zespołu Santana. Największe sukcesy estradowe miały miejsce w początku lat 80. XX wieku. Powstały wtedy popularne ballady: „Don’t Stop Believin’”, „Any Way You Want It”, „Lights”, „Open Arms”, „Separate Ways”, czy „Wheel in the Sky”.

## Muzycy
Obecny skład zespołu
- Neal Schon – gitara prowadząca, wokal wspierający (od 1973)
- Jonathan Cain – instrumenty klawiszowe, gitara rytmiczna, wokal wspierający (od 1980)
- Arnel Pineda – wokal prowadzący (od 2007)
- Randy Jackson – gitara basowa (1985–1987, od 2020)
- Narada Michael Walden – perkusja (1987, od 2020)
- Jason Derlatka – instrumenty klawiszowe, wokal wspierający (od 2019)

Byli członkowie zespołu
- Ross Valory – gitara basowa, wokal wspierający (1973–1985, 1995–2020)
- Steve Smith – perkusja, instrumenty perkusyjne, wokal wspierający (1978–1985, 1995–1998, 2015–2020)
- Gregg Rolie – instrumenty klawiszowe, wokal prowadzący, harmonijka ustna (1973–1980)
- George Tickner – gitara rytmiczna (1973–1975)
- Aynsley Dunbar – perkusja, instrumenty perkusyjne (1974–1978)
- Robert Fleischman – wokal prowadzący (1977)
- Steve Perry – wokal prowadzący, instrumenty klawiszowe (1977–1987, 1995–1998)
- Steve Augeri – wokal prowadzący, gitara rytmiczna (1998–2006)
- Deen Castronovo – perkusja, instrumenty perkusyjne, wokal prowadzący, wokal wspierający (1998–2015)
- Jeff Scott Soto – wokal prowadzący (2006–2007)

Muzycy koncertowi
- Prairie Prince – perkusja, instrumenty perkusyjne (1973–1974)
- Mike Baird – perkusja, instrumenty perkusyjne (1986–1987)
- Omar Hakim – perkusja, instrumenty perkusyjne (2015)

Muzycy sesyjni
- Stevie "Keys" Roseman – instrumenty klawiszowe (1980)
- Larrie Londin – perkusja, instrumenty perkusyjne (1985–1986)
- Bob Glaub – gitara basowa (1986)

## Dyskografia

### Albumy studyjne
| 1975                                      | Journey - Wydany: 1 kwietnia, 1975 - Wytwórnia: Columbia Records           | 138 | —  | —  | —  | —  | —  | —   | —  | 72 | —  |                                                     |
| 1976                                      | Look into the Future - Wydany: styczeń 1976 - Wytwórnia: Columbia Records  | 100 | —  | —  | —  | —  | —  | —   | —  | 58 | —  |                                                     |
| 1977                                      | Next - Wydany: luty 1977 - Wytwórnia: Columbia Records                     | 85  | —  | 47 | —  | —  | —  | —   | —  | —  | —  |                                                     |
| 1978                                      | Infinity - Wydany: 20 stycznia 1978 - Wytwórnia: Columbia Records          | 21  | —  | 37 | —  | —  | —  | —   | —  | —  | 24 | - USA: 3× platynowa płyta - CAN: złota płyta        |
| 1979                                      | Evolution - Wydany: 5 kwietnia 1979 - Wytwórnia: Columbia Records          | 20  | —  | 36 | —  | —  | —  | 100 | —  | 70 | 37 | - USA: 3× platynowa płyta - CAN: złota płyta        |
| 1980                                      | Departure - Wydany: 23 marca 1980 - Wytwórnia: Columbia Records            | 8   | —  | —  | —  | —  | —  | —   | —  | 61 | 48 | - USA: 3× platynowa płyta                           |
| 1981                                      | Escape - Wydany: 31 lipca 1981 - Wytwórnia: Columbia Records               | 1   | —  | —  | —  | —  | —  | 32  | 36 | 26 | 6  | - USA: 9× platynowa płyta - CAN: 3x platynowa płyta |
| 1983                                      | Frontiers - Wydany: 22 lutego 1983 - Wytwórnia: Columbia Records           | 2   | 12 | 21 | —  | —  | —  | 6   | —  | 3  | 10 | - USA: 6× platynowa płyta - CAN: platynowa płyta    |
| 1986                                      | Raised on Radio - Wydany: 27 maja 1986 - Wytwórnia: Columbia Records       | 4   | —  | 16 | 26 | —  | —  | 22  | —  | 4  | 39 | - USA: 2× platynowa płyta - CAN: złota płyta        |
| 1996                                      | Trial by Fire - Wydany: 22 października 1996 - Wytwórnia: Columbia Records | 3   | —  | 24 | —  | 89 | 44 | —   | —  | 6  | 16 | - USA: platynowa płyta - CAN: złota płyta           |
| 2001                                      | Arrival - Wydany: 3 kwietnia 2001 - Wytwórnia: Columbia Records            | 56  | —  | —  | —  | —  | 15 | —   | —  | 19 | —  |                                                     |
| 2005                                      | Generations - Wydany: 29 sierpnia 2005 - Wytwórnia: Sanctuary Records      | 170 | —  | 39 | —  | —  | 36 | —   | —  | 20 | —  |                                                     |
| 2008                                      | Revelation - Wydany: 3 czerwca 2008 - Wytwórnia: Nomota Records            | 5   | 97 | 28 | 89 | 51 | 35 | 68  | —  | —  | —  | - USA: platynowa płyta                              |
| 2011                                      | Eclipse - Wydany: 24 maja 2011 - Wytwórnia: Nomota Records                 | 13  | —  | 24 | 24 | —  | 14 | 33  | —  | 19 | —  |                                                     |
| 2022                                      | Freedom - Wydany: 8 lipca 2022 - Wytwórnia: BMG                            |     |    |    |    |    |    |     |    |    |    |                                                     |
| "—" oznacza, iż płyta nie weszła na listę |                                                                            |     |    |    |    |    |    |     |    |    |    |                                                     |

### Albumy koncertowe
| Rok                                       | Tytuł                                                                                       | Najwyższa pozycja | Najwyższa pozycja | Najwyższa pozycja | Certyfikat                |
| Rok                                       | Tytuł                                                                                       | USA               | JPN               | CAN               | Certyfikat                |
| ----------------------------------------- | ------------------------------------------------------------------------------------------- | ----------------- | ----------------- | ----------------- | ------------------------- |
| 1981                                      | Captured - Wydany: luty 1981 - Wytwórnia: Columbia Records                                  | 9                 | 75                | 9                 | - USA: 2× platynowa płyta |
| 1998                                      | Greatest Hits Live - Wydany: marzec 1998 - Wytwórnia: Columbia Records                      | 79                | 40                | —                 | - USA: złota płyta        |
| 2005                                      | Live in Houston 1981: The Escape Tour - Wydany: listopad 2005 - Wytwórnia: Columbia Records | —                 | —                 | —                 |                           |
| "—" oznacza, iż płyta nie weszła na listę |                                                                                             |                   |                   |                   |                           |

### Kompilacje
| 1980                                      | In the Beginning - Wydany: styczeń 1980 - Wytwórnia: Columbia Records                             | 152 | —  | —  | —  |                                               |
| 1988                                      | Star-Box - Wydany: 26 stycznia 1988 - Wytwórnia: Columbia Records                                 | —   | —  | 32 | —  |                                               |
| 1988                                      | Greatest Hits - Wydany: 15 listopada 1988 - Label: Columbia Records                               | 10  | 30 | 82 | 12 | - USA: 15× platynowa płyta - CAN: złota płyta |
| 1991                                      | The Ballade - Wydany: 1991 - Wytwórnia: Columbia Records                                          | —   | —  | —  | —  |                                               |
| 1992                                      | Time3 - Wydany: 1 grudnia 1992 - Wytwórnia: Columbia Records                                      | 90  | —  | —  | —  | - USA: złota płyta                            |
| 2001                                      | The Journey Continues - Wydany: 6 marca 2001 - Wytwórnia: Columbia Records                        | —   | —  | 48 | —  |                                               |
| 2001                                      | The Essential Journey - Wydany: 16 października 2001 - Wytwórnia: Columbia Records                | 47  | 71 | —  | —  | - USA: platynowa płyta                        |
| 2004                                      | Open Arms – Greatest Hits - Wydany: 19 maja 2004 - Wytwórnia: Columbia Records                    | —   | —  | 44 | —  |                                               |
| 2009                                      | Don’t Stop Believin’ – The Best of Journey - Wydany: 12 października 2009 - Wytwórnia: Sony Music | —   | —  | —  | 73 |                                               |
| "—" oznacza, iż płyta nie weszła na listę |                                                                                                   |     |    |    |    |                                               |